# سانت مارغريت من إسكتلندا
مارغريت من وسكس (حوالي 1045 – 16 نوفمبر 1093) تعرف أحيانا القديسة مارغريت الاسكتلندية أو لؤلؤة اسكتلندا، إذ هي ملكة اسكتلندا القرينة بزواجها من مالكوم الثالث، وأيضا ووالدة لثلاثة ملوك اسكتلندا إدغار وإلكسندر وديفيد وأيضا إدموند الذي حكم مع عمه دونالد الثالث، وأيضا هي والدة ماتيلدا التي كانت ملكة إنجلترا القرينة بزواجها من هنري الأول، تعتبر في أصل أميرة إنجليزية فهي ولدت لعائلة وسكس ملكية إذ أن والدها هو إدوارد المنفي ابن إدموند إيرونسايد ملك إنجلترا ابن إثلرد أونريدي الثاني ملك إنجلترا، ووالدتها هي إجاثا هي من أصل بلغاري، وأيضا هي أخت إدغار إثيلنغ آخر ملوك إنجلترا من أسرة وسكس.
تعتبر مارغريت الآن قديسة في الكنيسة الرومانية الكاثوليكية وأنجليكانية وأيضا في الكنائس الأخرى، تم إعلان قداستها في 1250 من قبل بابا إنوسنت الرابع، وبهذا تم نقل رفاتها إلى محراب الشرقية لـ دير دنفيرملين، وفي 1693 نقل البابا إينوسنت الثاني عشر يوم العيد إلى 10 يونيو لتكريم لتاريخ ولادة ابن جيمس الثاني من إنجلترا والسابع من اسكتلندا جيمس الكاثوليكي، وفي 1969 من خلال مراجعة التقويم الروماني، أصبح 16 نوفمبر هو يوم العيد لأنه هو يوم وفاتها، والذي تم الاعتراف به في اسكتلندا، ومع ذلك الكاثوليكيين التقليديين يحتفلوا به في 10 يونيو.

## معرض صور

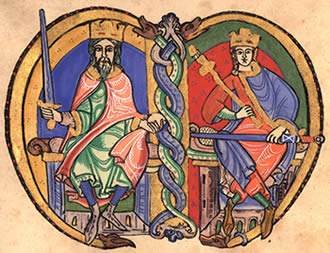
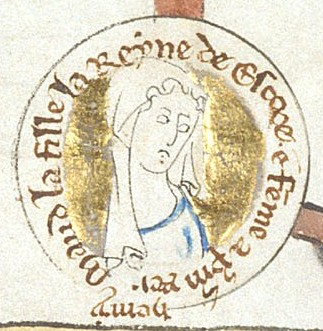
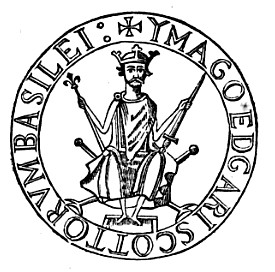